# Joseph C. Gayetti
Joseph C. Gayetty (b. 1827? Massachusetts - d.__) fou un inventor americà que va inventar el paper de vàter comercial. En fou comercialitzador únic entre 1877 i 1890 i el seu invent fou d'ús comú fins que l'any 1935 la Northern Tissue Company en va comercialitzar un de més suau.